# Gene Nelson
Gene Nelson (* 24. März 1920 in Seattle, Washington als Eugene Leander Berg; † 16. September 1996 in Los Angeles, Kalifornien) war ein US-amerikanischer Filmregisseur, Schauspieler, Drehbuchautor und Filmproduzent.

## Leben und Karriere
Gene Nelson war 13 Jahre alt, als er 1933 Fred Astaire in Flying Down to Rio sah, ein Film, der seinen Wunsch weckte, Tänzer zu werden. Nach dem Abschluss der High School tourte er drei Jahre mit der Eisshow von Sonja Henie durch die Staaten, bevor er in die Armee eintrat und im Zweiten Weltkrieg kämpfte. 
Bereits 1939 hatte Nelson mit einer kleinen Rolle als Tänzer in Second Fiddle sein Filmdebüt gegeben. Nach seiner Entlassung aus der Army im Jahr 1945 setzte er seine Filmkarriere fort, wobei er sich bis zum Ende der Dekade von zunächst kleinen Auftritten auf größere Rollen vorarbeitete. Bekannt wurde er auch durch seinen Auftritt im Broadway-Musical Lend an Ear, der ihm einen Studiovertrag bei 20th Century Fox einbrachte. Für seine Rolle in dem Film Bezaubernde Frau mit Doris Day erhielt Nelson 1951 den Golden Globe Award als Bester Nachwuchsdarsteller. Seine Filmpartnerinnen waren unter anderem Debbie Reynolds, Doris Day und Virginia Mayo. Er spielte überwiegend in Filmmusicals wie als Cowboy Will Parker in Oklahoma!, war aber auch in André De Toths Film noir Crime Wave zu sehen. Im Verlauf der 1950er-Jahre trat er auch in zahlreichen Fernsehserien auf.
In den 1960er- und 1970er-Jahren verlegte Nelson sich hauptsächlich auf seine neue Tätigkeit als Regisseur. Neben zwei Musikfilmen mit Elvis Presley, an denen er Regie führte, leitete Gene unter anderem Episoden von Fernsehserien wie Bezaubernde Jeannie, Raumschiff Enterprise, Starsky & Hutch und Quincy. Als Schauspieler war er nochmals in den 1970ern in den Broadway-Musicals Follies und Good News zu sehen. Zuletzt stand er 1987 für die Fernsehserie Mord ist ihr Hobby als Gastdarsteller vor der Kamera.
Gene Nelson war dreimal verheiratet: Zwischen 1940 und 1951 mit Miriam Franklin, zwischen 1958 und 1974 mit der Marilyn Morgan und von 1990 bis 1994 mit Jean Martin. Drei Kinder gingen aus den Beziehungen hervor. Gene Nelson starb im September 1996 im Alter von 76 Jahren an Krebs.

## Filmografie (Auswahl)

### Als Schauspieler
- 1939: Second Fiddle
- 1943: This Is the Army
- 1947: I Wonder Who’s Kissing Her Now
- 1947: Tabu der Gerechten (Gentleman's Agreement)
- 1948: Eine Dachkammer für zwei (Apartment for Peggy)
- 1950: Bezaubernde Frau (Tea for Two)
- 1950: The West Point Story
- 1950: The Daughter of Rosie O’Grady
- 1951: Das Wiegenlied vom Broadway (Lullaby of Broadway)
- 1951: Painting the Clouds with Sunshine
- 1953: Von der Polizei gehetzt (Crime Wave)
- 1953: Zurück am Broadway (She’s Back on Broadway)
- 1955: Oklahoma!
- 1955: Sieben Sekunden zu spät (Timeslip)
- 1958: Maverick (Fernsehserie, 1 Folge)
- 1959–1960: Rauchende Colts (Gunsmoke; Fernsehserie, 3 Folgen)
- 1960: Black Saddle (Fernsehserie, 1 Folge)
- 1960: Shangri-La (Fernsehfilm)
- 1961: Kein Fall für FBI (The Detectives; Fernsehserie, 1 Folge)
- 1963: 77 Sunset Strip (Fernsehserie, 3 Folgen)
- 1967: Der Chef (Ironside; Fernsehserie, 1 Folge)
- 1974: Die Straßen von San Francisco (The Streets of San Francisco; Fernsehserie, 1 Folge)
- 1981: S.O.B. – Hollywoods letzter Heuler (S.O.B.)
- 1987: Mord ist ihr Hobby (Murder, She Wrote; Fernsehserie, 1 Folge)

### Als Regisseur
- 1961–1962: Westlich von Santa Fé (The Rifleman; Fernsehserie, 8 Folgen)
- 1962: Hand of Death
- 1962–1965: Mutter ist die Allerbeste (The Donna Reed Show; Fernsehserie, 22 Folgen)
- 1964: Die wilden Weiber von Tennessee (Kissin’ Cousins; auch Drehbuch)
- 1965: Gilligans Insel (Gilligan's Island; Fernsehserie, 1 Folge)
- 1965: Bezaubernde Jeannie (I Dream of Jeannie; Fernsehserie, 8 Folgen)
- 1965: Verschollen im Harem (Harum Scarum)
- 1967–1970: FBI (Fernsehserie, 7 Folgen)
- 1968: Raumschiff Enterprise (Star Trek; Fernsehserie, 1 Folge)
- 1968–1971: Twen-Police (Fernsehserie, 18 Folgen)
- 1969: Hawaii Fünf-Null (Hawaii Five-Nill; Fernsehserie, 1 Folge)
- 1973–1974: Die Rookies (The Rookies; Fernsehserie, 5 Folgen)
- 1973/1974: Cannon (Fernsehserie, 2 Folgen)
- 1975: Starsky & Hutch (Fernsehserie, 1 Folge)
- 1976: Der Unsichtbare (The Invisible Man; Fernsehserie, 1 Folge)
- 1978: Quincy (Fernsehserie, 1 Folge)
- 1979: Einsatz Petticoat (Operation Petticoat; Fernsehserie, 2 Folgen)
- 1979: Die Bären sind los (The Bad News Bears; Fernsehserie, 1 Folge)
- 1979: Schauplatz New York (Eischied; Fernsehserie, 1 Folge)
- 1980: Dan August: The Jealousy Factor (Fernsehfilm)